# اورازباختی
اورازباختی (انگلیسی: Urazbakhty) یک شهرک در شهرستان کاراایدلسکی استان باشقیرستان کشور روسیه است.